# Marinor Brito
Marinor Jorge Brito (Alenquer, 7 de março de 1959) é uma sindicalista, professora e política brasileira filiada ao Partido Socialismo e Liberdade (PSOL) e atual vereadora de Belém desde 2025. Também foi senadora e deputada estadual do Pará.
Tendo sido eleita para o Senado Federal em 2010, tomou posse após a impugnação da chapa do candidato mais votado, Jader Barbalho (PMDB), com base na Lei da Ficha Limpa, mas posteriormente perdeu seu mandato em favor de Barbalho, quando este pôde assumir o cargo devido a entendimento do Supremo Tribunal Federal de que aquela lei não teria poder retroativo.
Eleita vereadora de Belém em 2012, Marinor foi reeleita em 2016, sendo a mais votada para o cargo, com quase 14 mil votos. Em 2018, foi eleita deputada estadual do Pará, com mais de 43 mil votos.

## Carreira política
Professora do ensino médio, Marinor começou sua vida política no PT ao ser eleita vereadora de Belém em 1996, sendo reeleita em 2000 e 2004.
Em 2005, junto do ex-prefeito de Belém, Edmilson Rodrigues, e de outros políticos, filiou-se ao PSOL. No ano seguinte, candidatou-se sem sucesso ao cargo de deputada estadual.
No ano de 2008, ficou em penúltimo lugar na disputa pela prefeitura de Belém já pelo PSOL com 14.750 votos – o equivalente a 2,03% dos votos válidos.

## Eleição ao Senado
Nas eleições de 2010, Marinor foi a 4ª colocada na disputa pelo Senado em 2010 com 727.583 votos (27,11% dos válidos). Ela foi beneficiada pela lei Ficha Limpa, a qual impugnou as candidaturas de Jader Barbalho (PMDB) e de Paulo Rocha (PT), ambos adversários diretos dela na disputa pelo Senado. Era possível votar em 2 candidatos diferentes ao Senado Federal, pois a renovação da Casa era de 2 terços de seus membros. Com isso, cada estado elegeu 2 senadores diferentes já que o total de votos para o cargo não totalizava 100% mas sim 200%.
Jader foi o 2° colocado, com 1.799.762 votos (28,95% dos válidos), e Rocha foi o 3° colocado, com 1.733.376 votos (27,88% dos válidos). Como no dia da votação do 1° turno ainda não havia decisão final sobre a aplicação da Ficha Limpa, o TSE decidiu que os candidatos "sub judice" poderiam concorrer, mas os votos ficariam suspensos até uma decisão final. Como não se tornaram autorizados a concorrer, os votos que obtiveram foram considerados nulos.
Jader teve a candidatura barrada porque renunciou ao mandato de senador em 2001 para evitar um processo de cassação em meio às investigações do caso que apurava desvios no Banpará e a denúncias de envolvimento no desvio de dinheiro da Superintendência de Desenvolvimento da Amazônia (Sudam). Já Paulo Rocha renunciou ao mandato de deputado federal em outubro de 2005 após o escândalo do mensalão.

## Defesa dos Direitos Humanos
Com os ânimos exaltados após o adiamento da votação de uma lei anti-homofobia, a então senadora Marinor Brito e o então deputado federal Jair Bolsonaro (PP-RJ) chegaram a bater boca em um dos corredores do Senado, havendo um confronto físico por parte da senadora, no dia 12 de maio de 2011.
A discussão começou quando a relatora da proposta, senadora Marta Suplicy (PT-SP), dava entrevista à imprensa; atrás dela, Bolsonaro exibia para as câmeras um panfleto contra o programa Escola sem Homofobia, de promoção da cidadania e dos direitos humanos da comunidade LGBT nas escolas, chamado pelos críticos alcunha pejorativa de Kit Gay. No impresso, havia uma série de ações promovidas pela Secretaria de Direitos Humanos em favor da comunidade LGBT. Nervosa e aos gritos, Marinor começou a bater no panfleto, enquanto Marta saía de cena. “Tira isso daqui! Me respeita! Vai me bater?! Depois dizem que não há homofóbico aqui. Homofóbico! Saia daqui! Tu devia ir pra cadeia! Criminoso!”.
O então deputado Jean Wyllys, também do PSOL, apoiou Marinor e afirmou que o kit anti-homofobia estava a favor do respeito a vida.
Sob forte pressão por parte dos deputados da bancada religiosa, o projeto foi retirado de pauta pela então presidente Dilma Rousseff.

## Não-aplicação daFicha Limpa
Marinor Brito foi eleita senadora, com cerca de 727 mil votos (27% dos votos válidos). Ela ocupou a cadeira que havia sido de seu compartidário, o ex-senador José Nery, que não disputou à reeleição até 23 de março de 2011, após a decisão em que o Supremo Tribunal Federal (STF) jogou para 2012 a aplicação da lei Ficha Limpa.

A decisão da não-aplicação da lei beneficiou diretamente vários candidatos cuja elegibilidade havia sido barrada por causa de processos na Justiça, como João Capiberibe e Jader Barbalho. A Lei da Ficha Limpa passa a valer apenas a partir das eleições municipais de 2012, houve protestos por parte da sociedade e de alguns políticos, como as senadoras Marinor Brito, Heloísa Helena e Pedro Simon, que lembrou da mobilização popular e das entidades da sociedade civil para a construção da democracia no Brasil, e que a Lei da Ficha Limpa foi de iniciativa popular e contou com mais de 1,6 milhões de assinaturas.
| “ | Estou com a impressão de que o Supremo matou a Lei da Ficha Limpa. | ” |

No dia 19 de julho de 2011, Marinor recorreu ao STF (Supremo Tribunal Federal) que diversos recursos e ações sobre as eleições para o Senado no Pará aguardam julgamento no Supremo, envolvendo entre outras, inelegibilidades dos candidatos que foram o 2° e o 3° colocados no pleito de 2010 - Barbalho e Rocha. Para a senadora, qualquer decisão do TRE acerca das eleições 2010 feriria a competência do STF. "Em razão da disputa nas eleições no Estado, aberta no STF, a competência para resolver as eleições senatoriais do Pará é do STF", disse à época Marinor.
O então presidente do STF, Cezar Peluso, decidiu que Jader Barbalho (MDB) assumiria mandato no Senado. Ele havia decidido suspender a decisão até a posse da nova ministra do STF. Mas mudou de posição depois de se reunir com líderes do MDB. O retorno de Jader retirou o mandato de Brito. 
No dia 14 de dezembro de 2011, com o voto de minerva do presidente do STF, Cezar Peluso, o mesmo deu direito ao candidato barrado pela Ficha Limpa, Jader Barbalho, assumir o mandato de senador no dia 28 de dezembro de 2011, em uma cerimônia discreta.